# Catherine Bauer Wurster
Catherine Krouse Bauer Wurster (11 mai 1905 - 21 novembre 1964) est une  enseignante en urbanisme et spécialiste américaine du droit au logement social. Membre éminente des housers, un groupe d'urbanistes qui préconisent des logements abordables pour les familles à faible revenu, elle change radicalement les pratiques et la loi en matière de logement social aux États-Unis. Le livre influent de Wurster, Modern Housing, publié par Houghton Mifflin Company en 1934, est considéré comme un classique dans le domaine.

## Famille et études
Fille d'Alberta Krouse Bauer, une femme au foyer autodidacte, et de Jacob Bauer, Catherine Krouse Bauer naît le 11 mai 1905 à Elizabeth, dans le New Jersey. Son père, ingénieur des routes de l'État, fait partie des premiers défenseurs des autoroutes et mp en œuvre les premiers échangeurs en forme de trèfle en Amérique tout en occupant le poste d'ingénieur en chef des routes du New Jersey. La sœur cadette de Bauer, Elizabeth Bauer Mock, est conservatrice de musée et directrice du département d'architecture et de design du Musée d'art moderne de New York (MoMA) et  leur frère, Jacob Louis Bauer, Jr., est ingénieur.
Bauer termine ses études secondaires à l'école Vail-Deane de sa ville natale. Elle fréquente d'abord le Vassar College, passe un an comme étudiante en architecture à l'Université Cornell, puis retourne au Vassar College où elle obtient son diplôme de premier cycle en 1926.
En 1926-1927, Bauer séjourne à Paris, où elle se lie d'amitié avec Fernand Léger, Man Ray et Sylvia Beach. Inspiré par la vision urbanistique avancée par l'architecte français Le Corbusier, Bauer publie un article sur les appartements de ses ouvriers dans la banlieue parisienne :

« Qu'attendons-nous d'une maison ? » Est-ce une machine dans laquelle vivre ou est-ce un insigne de distinction sociale, la preuve de notre goût pour les styles historiques, ou le seul poème accompli de nos vies ? »

— Catherine Bauer Wurster, Machine- Age Mansions for Ultra-Moderns, The New York Times Magazine, 1928

## Carrière professionnelle
De retour à New York en 1927, Bauer travaille dans plusieurs maisons d'édition, collaborant finalement avec le critique urbain américain Lewis Mumford à partir de la fin des années 1920. C'est à sa demande qu'elle s'implique auprès des architectes du changement dans l'Europe en construction après la Grande Guerre (1914-1918), parmi lesquels Ernst May, André Lurçat et Walter Gropius. Convaincue qu'un bon logement social peut produire une bonne architecture sociale, et émue par les ravages visibles de la Grande Dépression, elle devient une leader passionnée dans la lutte pour le logement des pauvres et accepte en 1934 une nomination par la Fédération américaine du travail (American Federation of Labor, AFL) pour devenir directrice exécutif de la nouvelle Labor Housing Conference basée à Philadelphie. Son livre Modern Housing (1934) décrit les réalisations en matière de logement que Bauer a observées en Europe et les leçons pour les États-Unis, attirant l'attention des décideurs politiques du New Deal qui souhaitaient stimuler l'économie grâce à la construction de logements. En 1936, elle reçoit une bourse Guggenheim pour étudier le logement en Europe et en URSS.
Catherine Bauer Wurster est la principale artisane de la loi américaine sur le logement de 1937 (Housing Act of 1937) et conseille cinq présidents sur les stratégies de logement et d'urbanisme. Après l'adoption de la loi en 1937, elle est nommée directrice de l'information et de la recherche pour la nouvelle United States Housing Authority, agence fédérale du ministère de l'Intérieur dans le cadre du New Deal. Elle est consultante et conseillère auprès d'agences nationales, étatiques et locales de logement et de planification au cours des années 1930 et 1960, notamment la Federal Housing Administration, la Housing and Home Finance Agency et la California Housing and Planning Association. Catherine Bauer Wurster joue un rôle déterminant dans la création du film documentaire influent The City, inclus dans l'Exposition universelle de New York en 1939.
En 1940, Catherine Bauer Wurster accepte un poste de maître de conférences invité à la School of Social Welfare de l'Université de Californie à Berkeley. Au cours des années 1940 et 1950, elle donne des conférences et dirige des séminaires à l'Université Harvard, à l'Université Cornell, au Mills College et à l'Université du Wisconsin, et en 1950, elle rejoint le département d'architecture de l'Université de Californie à Berkeley. Après son mariage avec l'architecte de la région de San Francisco, William Wurster, qu'elle a rencontré alors qu'elle enseigne à l'UC Berkeley en 1940, tous deux ont résisté aux accusations de déloyauté de la part du Comité Tenney pendant la période de peur rouge (Red Scare) des années 1950. Bauer Wurster contribue à la création du UC Berkeley College of Environmental Design de l'Université de Californie à Berkeley et participe également  à la fondation du groupe de recherche en architecture progressiste Telesis.

## Décès
Catherine Bauer Wurster décède lors d'une chute en randonnée solo dans le mont Tamalpais, dans le comté de Marin, en Californie, le 21 novembre 1964,.

## Postérité
Un buste de Catherine Bauer Wurster se trouve dans l'Environmental Design Library , bibliothèque sise à l'UC Berkeley. Un buste d'Oscar Stonorov de Wurster orne le hall principal (sud) du bâtiment fédéral Robert C. Weaver à Washington DC,. Le prix Catherine Bauer Wurster pour la pratique sociale de l'UC Berkeley College of Environmental Design est créé pour reconnaître les anciens élèves qui ont apporté des contributions significatives à leur profession. Le bâtiment qui abrite le College of Environmental Design de Berkeley est rebaptisé Bauer Wurster Building en 2020 en l'honneur de William Wurster et de Catherine Bauer Wurster,.